# Górki (Brzozów)
Pour les articles homonymes, voir Górki.
Górki est une localité polonaise de la gmina et du powiat de Brzozów en voïvodie des Basses-Carpates.